# Mieszanina wybuchowa
Mieszanina wybuchowa – mieszanina dwóch lub więcej substancji, z których każda może, ale nie musi, mieć właściwości wybuchowych, sporządzona by otrzymać materiał wybuchowy o pożądanych właściwościach, takich jak właściwa temperatura i ciepło wybuchu, prędkość detonacji, wrażliwość na bodźce; oraz o odpowiednich właściwościach fizycznych i chemicznych (jak plastyczność, trwałość, bilans tlenowy, skład produktów wybuchu, wytrzymałość mechaniczna itp.). Praktycznie wszystkie współcześnie stosowane materiały wybuchowe są w rzeczywistości mieszaninami wybuchowymi.
Mieszaniny te są materiałami wybuchowymi, w związku z tym klasyfikuje się jako inicjujące, kruszące lub miotające (tak samo jak materiały jednoskładnikowe).
Jedną z grup mieszanin wybuchowych stanowią układy złożone z utleniacza i reduktora (paliwa). Najpopularniejszymi utleniaczami są azotany (amonu, potasu itp.), chlorany (np. potasu) i nadchlorany (np. amonu). Paliwami mogą być materiały wybuchowe (np. nitrozwiązki) – wówczas skład mieszaniny jest tak dobrany, by w pełni wykorzystać tlen z utleniacza. Innymi stosowanymi paliwami są palne substancje niewybuchowe (mączka drzewna, olej silnikowy). Najpopularniejszą grupą mieszanin opartych na utleniaczach są amonity i ich podgrupy (amonale, amatole). Szczególnym przykładem mieszaniny wybuchowej z utleniaczem w postaci ciekłego tlenu adsorbowanego na niewybuchowym paliwie (np. sadza, torf, węgiel drzewny, mączka drzewna) są oksylikwity. Do grupy materiałów z utleniaczem należy najstarszy znany materiał wybuchowy, proch czarny; jest to też przykład mieszaniny wybuchowej, w której żaden ze składników osobno nie jest wybuchowy.
Mieszaniny wybuchowe mogą powstawać w wyniku zmieszania paliwa z powietrzem lub gazowym tlenem. Jednym z przykładów jest mieszanina piorunująca. Mieszaniny par substancji palnej lub palnego gazu z powietrzem mogą powstawać przypadkowo i stanowić poważne zagrożenie przemysłowe. Mieszaniny takie stają się wybuchowe, gdy stężenie par mieści się pomiędzy dolną a górną granicą wybuchowości, charakterystycznej dla danej substancji. Wybuch zainicjować może wtedy np. impuls cieplny lub wyładowanie elektrostatyczne spowodowane tarciem znajdującej się w ruchu cieczy. Także aerozole, np. zawieszone w powietrzu pył węglowy lub mąka mogą stworzyć z powietrzem mieszaninę wybuchową.  Celowe tworzenie aerozoli paliwowych w powietrzu, a następnie ich pobudzenie do detonacji stosuje się w amunicji termobarycznej.
Inną grupą mieszanin wybuchowych stanowią materiały zawierające substancję wybuchową oraz dodatki polepszające jego właściwości. Celem w takich strategiach może być otrzymanie materiału o odpowiedniej topliwości, np. dla ułatwienia elaborowania amunicji. Przykładowo, mieszaniny azotanu amonu z trotylem mają różną konsystencję po podgrzaniu, w zależności od proporcji składników. Kilkuprocentowy dodatek innych nitrozwiązków pozwala znacząco obniżyć temperaturę topnienia kwasu pikrynowego, ułatwiając elaborację amunicji przez nalewanie stopionego materiału wybuchowego bez nadmiernego jego podgrzewania (co grozi jego wybuchem); równocześnie nie obniża to znacząco jego właściwości wybuchowych. Szczególnym rodzajem takich mieszanin są plastyczne materiały wybuchowe składające się na ogół z silnego materiału wybuchowego i plastyfikatora, które wykazują plastyczność w temperaturze pokojowej.
Składniki mieszanin wybuchowych mogą być także dobierane pod kątem odpowiednich właściwości wybuchowych. Przykładowo, dodatek niektórych paliw, np. aluminium, spalających się tlenie zawartym w mieszaninie, znacząco podwyższa temperaturę i przez to impuls wybuchu. Innym przykładem są mieszaniny składające się materiałów wybuchowych, takich jak trotyl i heksyl, które połączone wykazują mniejszą wrażliwość na przypadkową detonację. Do grupy tej należał niemiecki Schießwolle 36 z okresu II wojny światowej, który nie wybuchał nawet po trafieniu pociskiem 20 mm.